# James MacKerras Macdonnell
James MacKerras Macdonnell PC CC (* 15. Dezember 1884 in Kingston, Ontario; † 27. Juli 1973) war ein kanadischer Rechtsanwalt und Politiker der Progressiv-konservativen Partei Kanadas, der sechzehn Jahre lang Abgeordneter des Unterhauses sowie zeitweise Minister war.

## Leben
Macdonnell absolvierte nach dem Schulbesuch ein Studium der Rechtswissenschaften und war nach seiner anwaltlichen Zulassung als Barrister tätig. Als Brigade-Major der Canadian Field Artillery nahm er von 1914 bis 1918 am Ersten Weltkrieg teil.
Bei der Unterhauswahl vom 11. Juni 1945 wurde Macdonnell als Kandidat der Progressiv-konservativen Partei im Wahlkreis Muskoka-Ontario erstmals als Abgeordneter in das Unterhaus gewählt, verlor dieses Mandat aber bereits bei der darauf folgenden Wahl am 27. Juni 1949, wobei er bei dieser Wahl im Wahlkreis Parry Sound-Muskoka kandidiert hatte. Am 29. März 1946 wurde er Präsident der Progressiv-konservativen Partei und bekleidete damit neben dem Parteivorsitzenden George A. Drew bis zum 16. April 1950 eine der wichtigsten Führungsfunktionen seiner Partei.
Wenige Wochen später wurde er am 24. Oktober 1949 bei einer Nachwahl im Wahlkreis Greenwood wiederum als Abgeordneter in das Unterhaus gewählt und vertrat diesen Wahlkreis bis zu seiner Niederlage bei der Unterhauswahl am 18. Juni 1962.
Am 21. Juni 1957 wurde er von Premierminister John Diefenbaker zum Minister ohne Geschäftsbereich in das 18. kanadische Kabinett berufen und bekleidete diese Funktion bis zu seinem Rücktritt aus Gesundheitsgründen am 19. August 1959.
Für seine langjährigen parlamentarischen Verdienste wurde er am 22. Dezember 1967 zum Companion des Order of Canada ernannt.